# 尾﨑輝宏
尾﨑輝宏（おざき てるひろ）は日本の財務官僚。財務省主計局主計官（国土交通、公共事業総括担当）。財務省主計局給与共済課長などを務めた。

## 来歴
桐朋高等学校から東京大学文科一類に入学。東京大学法学部卒業。東大法学部在学中に国家公務員一種試験（法律）を合格。1997年 大蔵省に入省。銀行局総務課に配属。1999年6月からLSE、LBSへ留学。2009年7月15日 高知県産業振興推進部副部長。2011年7月 財務省主計局主計官補佐（国土交通第二、三係主査）。2012年 大臣官房秘書課長補佐（副大臣秘書官）。2020年7月20日 金融庁監督局証券課長。2022年7月1日 主計局給与共済課長。2023年7月7日 主計局主計官（国土交通、公共事業総括担当）。

## 略歴
- 1997年4月：大蔵省に入省。銀行局総務課に配属[2]。
- 1998年6月22日：大臣官房政策金融課。
- 1999年6月：留学（LSE、LBS）。
- 2001年7月：財務省主税局総務課調査主任[4]。
- 2002年7月：主税局総務課総務第一係長[5]。
- 2003年7月：金融庁総務企画局市場課長補佐。
- 2006年7月：大臣官房秘書課財務官室課長補佐。
- 2007年7月：国際局国際機構課長補佐（通貨基金）[6]。
- 2009年7月15日：高知県産業振興推進部副部長[3]。
- 2011年7月：主計局主計官補佐（国土交通第二、三係主査）。
- 2012年：大臣官房秘書課長補佐（副大臣秘書官）。
- 2014年7月：理財局財政投融資総括課長補佐（総括・企画・財務分析） 兼 理財局財政投融資総括課企画調整室長[7]。
- 2015年7月：理財局総務課長補佐（総括・文書） 兼 理財局総務課政策調整室長[8]。
- 2016年6月21日：理財局付派遣職員（国際通貨基金（IMF））。
- 2019年7月18日：主税局総務課主税企画官 兼 主税局総務課社会保障・税一体改革調整室長 兼 主税局調査課。
- 2020年7月20日：金融庁監督局証券課長。
- 2021年7月8日：金融庁証券取引等監視委員会事務局特別調査課長。
- 2022年7月1日：主計局給与共済課長。
- 2023年7月7日：主計局主計官（国土交通、公共事業総括担当）。